# Symbiotes impressus
Symbiotes impressus là một loài bọ cánh cứng trong họ Endomychidae. Loài này được Dury miêu tả khoa học năm 1912.